# 最上廃寺跡
最上廃寺跡（もがみはいじあと）は、紀の川南岸に展開された飛鳥時代の寺院跡。この地は美福門院隠棲後の住居跡とも伝え、尼岡御所跡ともいう。
和歌山県下の古代寺院のなかで、西国分廃寺・北山廃寺とともに紀伊国で最も古い寺院に位置づけられる。紀の川市指定文化財。

## 概要

### 所在
紀の川と貴志川によって形成された河岸段丘上に位置する。

### 規模
寺域は古く五〇間四方であったと推定されるが、現在は東西一三間、南北四間で、その全域が最上地区の共同墓地となっている。

### 起源
寺域から白鳳時代の鴟尾瓦片一枚、単弁蓮華文軒丸瓦二枚が江戸時代に出土し、塔の心磁石と塔基壇部が残る。昭和55年（1980年）より始まった調査で、塔基壇は一辺15メートルを測り、主軸が真北より5度余り東へ振れており、粘質土と砂礫混入土による版築により築きあげられ、心礎はその過程で据えられていることなどが判明。金堂跡・講堂跡など主要伽藍は、削平によるためか、遺構は検出されていない。しかし、塔跡西側で瓦を含む幅1.5メートルの溝状遺構が見つかっており、金堂雨落ちとも考えることができる。これが雨落ちであるとすれば、伽藍配置は法起寺式を示す。
出土品としてはほかに飛鳥山田寺と同笵とみられる六尊連立塼仏（型に粘土をはめて作った素焼きの仏像）がある。出土遺物から7世紀後半から8世紀初頭に建立された寺と考えられる。